# Ivan Hašek
Pour les articles homonymes, voir Hašek.
Ivan Hašek est un entraîneur et ancien footballeur tchèque né le 6 septembre 1963 à Mestec Kralové alors en Tchécoslovaquie.

## Repères biographiques
Ivan Hašek parle tchèque, slovaque, allemand, anglais, français, arabe et japonais. Il a étudié à l'université Charles de Prague, la plus ancienne d'Europe centrale, où il a obtenu ses diplômes d'avocat.
Il est le cousin du gardien de but de hockey sur glace Dominik Hašek, considéré comme l'un des tout meilleurs gardiens de hockey sur glace au monde. Le frère de Dominik Hašek, et donc aussi cousin d'Ivan est l'ancien milieu de terrain international tchèque et aujourd'hui entraîneur, Martin Hašek.   
Son fils Pavel Hašek joue quant à lui pour le club de football du FC Artmedia Petržalka en première division slovaque, prêté par le FK Teplice, club de première division tchèque, après avoir joué aux Bohemians de Prague en seconde division.

## Carrière de joueur

### Sparta Prague et la reconnaissance internationale
Formé dans un petit club de sa région natale, le Zom Nymburk, il rejoint à 14 ans le club le plus populaire de Tchécoslovaquie, le Sparta Prague. Il reste au Sparta Prague jusqu'à ses 27 ans, en ayant gagné de nombreux titres sur le plan national et disputé la coupe d'Europe.

### Racing Club de Strasbourg
Ivan Hašek dispute la Coupe du monde 1990 en tant que capitaine de l'équipe de Tchécoslovaquie de football, avec laquelle il atteint les quarts-de-finale en étant éliminé par le futur vainqueur la RFA. Après la Coupe du monde il est recruté par le Racing Club de Strasbourg, où il reste quatre ans. Il évolue au milieu de terrain notamment aux côtés d'Olivier Dacourt et s'affirme comme un des meilleurs milieux du championnat de France. De son passage au RC Strasbourg date son amitié avec Frank Lebœuf.

### L'aventure japonaise
Le joueur tchécoslovaque, devenu tchèque, quitte Strasbourg à l'âge de 31 ans pour Championnat japonais qui est alors en plein développement. Sur les conseils de son ami Arsène Wenger, il rejoint le club du Sanfrecce Hiroshima en 1994 puis le JEF United Ichihara Chiba en 1996. Ivan Hašek marque de nombreux buts au Japon et y devient un joueur reconnu.

### Le retour au pays
Âgé de 34 ans, il rentre dans le club qui l'a formé, le Sparta Prague. Il y fait deux saisons complètes et remporte de nouveau le championnat. À 36 ans, il rejoint le petit club de Černolice pour mettre un terme à une carrière professionnelle de près de 20 ans.

## Carrière d'entraîneur

### Sparta Prague
Moins d'un mois après sa retraite en tant que joueur, il devient entraîneur du Sparta Prague. Il y reste deux ans et remporte deux fois le Championnat de République tchèque de football, tout en étant l'entraîneur-adjoint de la sélection nationale tchèque.

### Un second passage en Alsace
Le Racing Club de Strasbourg alors en Ligue 2 française, fait appel à l'entraîneur tchèque pour le ramener au sein de l'élite du football français lors de la saison 2001-2002. Sa première saison est un succès puisque le Racing est vice-champion de Ligue 2 et obtient la montée. La saison suivante, en 2002-2003, il maintient le Racing bien avant la dernière journée. Les dirigeants du club alsacien souhaitent le conforter à son poste, mais Ivan Hašek préfère rentrer en République tchèque pour raisons personnelles.

### Japon, Émirats arabes unis et Gabon
Au cours de la saison suivante, 2003-2004, il rejoint le club du Vissel Kobe au Japon. Il n'y fait qu'un court passage avant de quitter le club en avril 2004.
En 2005 après une pause d'un an, il accepte un nouveau poste pour lui, celui de sélectionneur de l'équipe du Gabon de football. Il ne connaît pas une très grande réussite au Gabon où il reste moins d'un an.
Au cours de cette même année 2005, il choisit de rejoindre le club émirati de Al Wasl Dubaï. Il y reste un an.

### Saint-Étienne
Motivé par l'idée de prendre un club ambitieux, Ivan Hašek accepte la proposition de l'AS Saint-Étienne où il était notamment en concurrence pour le poste avec Luis Fernandez. Après une première partie de saison 2006-2007 réussie, Saint-Étienne se classe 11e. Les objectifs du club cette année-là étant de finir dans les dix premiers, son contrat est rompu et il est remplacé par son adjoint Laurent Roussey.
À l'AS Saint-Étienne, Ivan Hašek souhaite constituer son propre staff technique et y intégrer son ami et ancien Vert Ľubomír Moravčík, mais le staff lui est imposé par Laurent Roussey au sujet duquel il déclare « qu'il ne s'est jamais senti soutenu par son adjoint, qu'il sentait que Roussey n'attendait qu'une chose, prendre sa place. »
Hašek laisse à Saint-Étienne le souvenir d'un entraîneur travailleur et rigoureux.

### Dubaï
Après un an de disette sportive, il retourne aux Émirats arabes unis en 2008 pour diriger un autre club de Dubaï, Al-Ahli Dubaï. Le 24 mai 2009, son club remporte le championnat émirati. Cette victoire donne au club une place pour la Coupe du monde de football des clubs 2010, organisée en décembre 2010 aux Émirats arabes unis, en tant que club représentant le pays hôte. 
Mais, en novembre 2011, après la finale perdue de la Coupe des clubs champions du Golfe 2011 face à Al-Shabab (3-2 ; 0-2), il est démis de ses fonctions.

### Présidence de la Fédération tchèque de football et sélectionneur intérimaire
Le 27 juin 2009, Ivan Hasek est élu président de la Fédération de République tchèque de football et déclare : « Je veux rendre à notre football la position qu'il mérite, celle de la vitrine du sport tchèque. Je ne suis pas partisan des intrigues de coulisses. Nous avons beaucoup de travail devant nous. »
Sa première action notoire est de licencier le sélectionneur national en place, František Straka, pour insuffisance de résultats. Il propose le poste à son ami Karel Jarolím, entraîneur du Slavia Prague, qui refuse et préfère s'occuper de son club uniquement.
Le 7 juillet 2009, Ivan se nomme lui-même nouveau sélectionneur de la République tchèque jusqu'à la fin des éliminatoires pour la Coupe du monde 2010. Il avait auparavant refusé le poste de sélectionneur après le Championnat d'Europe de football 2008 et le départ de Karel Brückner, puis lors de l'éviction de Petr Rada en avril 2009. Il indique vouloir nommer un nouveau sélectionneur dès le début des éliminatoires pour l'Euro 2012.
N'ayant pas réussi sa délicate mission de qualifier son pays pour la coupe du monde 2010 en Afrique du Sud, il annonce comme prévu, le mercredi 14 octobre 2009, qu'il quitte son poste de sélectionneur national pour se concentrer sur sa fonction de président de la fédération. Il nommera dans les prochains jours, son successeur.
Il déclare ceci peu après la rencontre contre l'Irlande du Nord (0-0) à Prague, comptant pour la dernière journée des qualifications pour le Mondial 2010.
Le 20 octobre 2009, Ivan nomme l'ancien international Michal Bílek, 44 ans, au poste de sélectionneur de l'équipe de République tchèque. Son objectif principal sera de qualifier la sélection à l'Euro 2012.
En juin 2012 il intègre le groupe d'investisseurs qui reprend le Racing Club de Strasbourg et devient membre du Conseil de Surveillance. Il est actionnaire du club aux côtés de Marc Keller, Sébastien Loeb, Egon Gindorf, Thierry Herrmann, Pierre-Emmanuel Weil ou encore Paul Adam.

## Palmarès joueur

### En club
- Champion de Tchécoslovaquie en 1984, en 1985, en 1987, en 1988, en 1989 et en 1990 avec le Sparta Prague
- Champion de République tchèque en 1997 et en 1998 avec le Sparta Prague
- Vainqueur de la Coupe de Tchécoslovaquie en 1984, en 1988 et en 1989 avec le Sparta Prague

### En équipe de Tchécoslovaquie
- 55 sélections entre 1984 et 1993
- Participation à la Coupe du Monde en 1990 (1/4 de finaliste)

### En équipe de République tchèque
- 1 sélection en 1994

### Distinctions individuelles
- Élu meilleur joueur de la Première Ligue en 1987 et en 1988

### Statistiques
- 221 matchs et 58 buts en Première Ligue
- 18 matchs et 5 buts en První Liga
- 27 matchs et 7 buts en Division 1
- 47 matchs et 20 buts en Division 2
- 83 matchs et 42 buts en J-League

## Palmarès entraîneur
- Champion de République tchèque en 2000 et en 2001 avec le Sparta Prague
- Champion des Émirats arabes unis en 2009 avec Al Ahly Dubaï
- Vainqueur de la Coupe des Émirats arabes unis en 2008 avec Al Ahly Dubaï
- Vice-champion de France de Division 2 avec le RC Strasbourg en 2002

## Source
- Marc Barreaud, Dictionnaire des footballeurs étrangers du championnat professionnel français (1932-1997), L'Harmattan, 1997, page 235.